# Cipura gigas
Cipura gigas är en irisväxtart som beskrevs av Celis, Goldblatt och Julio Betancur. Cipura gigas ingår i släktet Cipura och familjen irisväxter. Inga underarter finns listade i Catalogue of Life.